# Fíra
Fíra (görögül Φηρά) egy község Szantorini szigetén, Görögország Dél-Égei-szigetek nevű régiójában, a Kükládok nevű szigetcsoportban. A településnek 2113 lakosa van, ezzel a község a sziget leglakottabb települése, valamint a Kükládok prefektúra székhelye.

## Földrajz
A település Szantoríni kalderájának keleti részében helyezkedik el. A község egy magas tufafal tetején található, amely magasra nyúlik a tenger fölé. A település elhelyezkedésének oka az ókorban lejátszódó vulkanikus tevékenység, melynek során a szigetnek a középső része teljesen megsemmisült és a tengerbe süllyedt.

## Történelem
Az ókorban a sziget a Minószi civilizáció része volt, majd a vulkánkitörést követően a mínoszi civilizáció összeomlott. Az ókorban a város Théra néven jelentős település volt, de a civilizáció vesztével eljelentéktelenedett. A sziget 1579-ben oszmán uralom alá került, majd 1830-ban, a görög szabadságharcot követően az újonnan függetlenséget nyert görög állam része lett. A település a 19. századig jelentéktelen kis halászfalu volt, majd rohamos fejlődésnek indult, mikor a sziget igazgatását Pirgosz Kallisztiből ide helyezték át.

## A település napjainkban

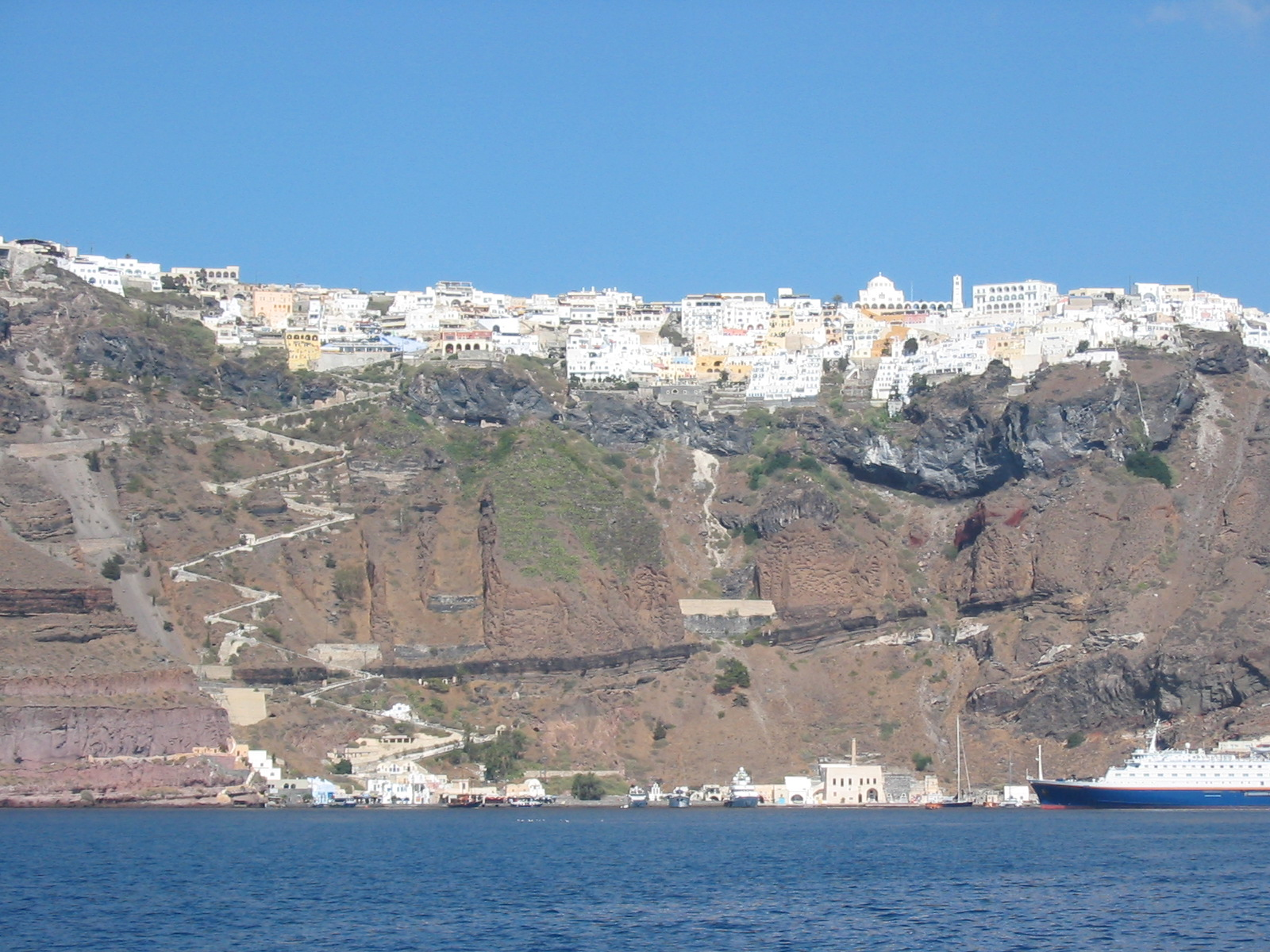
Fíra a tenger felől

Mára a település Szantoríni turisztikai központjává nőtte ki magát. A turistákat szállító hajók nagy többségben Fíra lábánál kötnek ki, ahonnan felvonóval, gyalogosan vagy szamár- és öszvérháton lehet feljutni a városba 600 lépcsőfok megmászása után. A főváros bővelkedik jobbnál jobb éttermekben, szállodákban, a legolcsóbbtól a luxus kategóriáig. A város tengerpart felett elhelyezkedő ívén számos görög étterem, tavernák sorakoznak. A Szantorínin látható naplementék híresen szépek, melyek a Fírától mintegy tíz kilométerre fekvő Oiából figyelhetők meg a legjobban.
A város építészete jellegzetes görög mintát mutat. A jellegzetes házak, az üpószkafák fehérre meszelt fallal és kék kupolával, kék ajtóval és kék ablakkeretekkel mind vulkanikus kőzetből épültek. A város építészetében azonban velencei stílus is megfigyelhető, ami jelen van az egész szigeten. A velencei építészeti stílust Itáliából érkező keresztények honosították még meg a szigeten a középkorban.
Firán egyaránt találunk ortodox és katolikus templomokat. Az Ipapanti katedrálist Marc Belona építtette, 1827-ben, ezért Panagia de Belonia néven is ismert. Az eredeti épületet az 1956-os földrengés lerombolta s a jelenlegi templom, a Metamorphosis avagy Átváltozás, 1960-ban készült el. Létezik egy katolikus templom is, a dominikánus rendi nővérek zárdájának a temploma.
Fira kis Régészeti Múzeummal is várja vendégeit, mely a Messza Vouno-i ásatások, az ókori Théra városa és az Akrotiri mellett feltárt fellegvár, Szellada, valamint a sziget környékéről származó régészeti helyek leleteit őrzi. A Firai Régészeti Múzeumban a kükládikus kultúrától, a hellenisztikus koron át, a római korig minden időszakból találhatunk kincseket: kükládikus kori idolokat, minószi, mükénéi, geometrikus és archaikus stílű kerámiát, fekete és piros ábrázolású vázákat, amforákat, korsókat, márvány kuroszokat, faragványokat, síremlékeket, pénzérméket, feliratokat és sok más érdekességet
A szigetnek nyáron sok problémája akad az ivóvíz-ellátással, ezért Fíra közelében nemrég egy teljesen digitális vezérléssel ellátott víztisztító üzemet létesítettek.

## Külső hivatkozások
- Fíra honlapja (görögül)
- Santorini.lap.hu / Fíra – Linkgyűjtemény